# Modiolastrum lateritum
Modiolastrum lateritum là một loài thực vật có hoa trong họ Cẩm quỳ. Loài này được (Hook.) Krapov. mô tả khoa học đầu tiên năm 1945.